# Левестам, Генрих Фридрих
Генрих Фридрих Левестам (1817—1878; пол. Fryderyk Henryk Lewestam) — польский переводчик доктор философии; профессор Императорского Варшавского университета.

## Биографии
Генрих Фридрих Левестам родился в 1817 году в городе Гамбурге; сын варшавского врача; образование получил в Варшаве и затем с 1832 года во Фленсбурге. В 1836 году окончил Фленсбургскую латинскую школу и отправился в Берлинский университет, слушал здесь Савиньи и других известных профессоров того времени. В 1839 году за сочинение «De physiocuatorum systemate» он получил степень доктора философии.
Затем отправился в Париж, слушал курс в Сорбонне и в Коллеж де Франс у профессора Мишле и вместе с тем был учителем греческого языка в Ecole commune supérieur и давал частные уроки немецкого языка. Здесь же Левестам написал свое «Начало польской истории», в котором доказывал, что ляхи или лехи не славянского происхождения, а кельтского. В конце 1841 года он вернулся в Варшаву и сделался учителем гимназии, в 1843 году — инспектором. В 1865 году Левестам был назначен профессором Главной Школы по кафедре всеобщей литературы, и с преобразованием Главной Школы в университет сохранил эту кафедру.
Генрих Фридрих Левестам скончался 23 декабря 1878 года в городе Варшаве и был похоронен на Евангелическо-Аугсбургском кладбище в Варшаве.
Из отдельных сочинений Левестама наибольшую известноть имеет его труд «Historyja literatury powszechnej» (1853 год, 4 тома). Помимо этого он опубликовал: «Polnische Volksagen und Märchen» (1837), «Histoire de langues romaines» (1842—1845 гг.), «Pierwotne dzieje Polski» (1841 год, Варшава), «Obrazki z życia dobrej rodziny» (1843), «Deklamator polski» (1844) и «Unia Litwy z Koroną» (Варшава, 1862 год).
Среди трудов Левестама есть хорошие переводы с иностранных языков. Так, он перевёл на польский язык историю Момзена, «Götz von Berlichingen» Гёте, для «Biblioteki zagranicznej» — Шиллера, Андерсена и др., с польского на немецкий язык он перевел Красинского «Nieboskakomedja» (1841 год).
Когда Самуэль Оргельбранд начинал издание своей «Encyklopedji powszechnej», то пригласил в сотрудники и Генриха Фридриха Левестама, который и стал редактором отдела истории, литературы и географии и постоянным сотрудником в этом отделе.